# Errina kerguelensis
Errina kerguelensis is een hydroïdpoliep uit de familie Stylasteridae. De poliep komt uit het geslacht Errina. Errina kerguelensis werd in 1942 voor het eerst wetenschappelijk beschreven door Broch. 